# Arctosa serrulata
Arctosa serrulata är en spindelart som beskrevs av Mao och Song 1985. Arctosa serrulata ingår i släktet Arctosa och familjen vargspindlar. Inga underarter finns listade i Catalogue of Life.